# صنع في أمريكا (فلم)
صُنع في أمريكا (بالإنجليزية: Made in America) فيلم أمريكي كوميدي. أنتجته شركة وارنر برذرز سنة 1993، وصُورت مشاهده في أوكلاند (كاليفورنيا)، وبالتحديد في مدرسة الثانوية العامة ثانوية أوكلاند الفنية. وشارك فيه الممثلون: تيد دانسون، وجنيفر تيلي، وويل سميث.

## وصلات خارجية
- مقالات تستعمل روابط فنية بلا صلة مع ويكي بيانات